# Cesiomaggiore
Cesiomaggiore – miejscowość i gmina we Włoszech, w regionie Wenecja Euganejska, w prowincji Belluno.
Według danych na styczeń 2009 gminę zamieszkiwały 4223 osoby przy gęstości zaludnienia 51,4 os./1 km².